# Merujert Kamalidenowa
Merujert Asqarqysy Kamalidenowa (kasachisch Меруерт Асқарқызы Камалиденова Meruert Asqarqyzy Kamalidenova, FIDE-Schreibweise Meruert Kamalidenova; * 3. August 2005 in Kasachstan) ist eine kasachische Schachspielerin. Seit 2024 trägt sie den Titel Internationaler Meister im Schach.

## Karriere
Bereits bei Jugendmeisterschaften zeigte sich Kamalidenowa erfolgreich und gewann 2017 die U12-Mädchen-Sektion der Asiatischen Jugendmeisterschaften. Im Jahr darauf nahm sie bei der Asienmeisterschaft in der U14-Mädchen-Sektion an und konnte auch diese alleinstehend gewinnen. Den höchsten Erfolg konnte sie schließlich 2019 erringen, als sie bei der Jugendweltmeisterschaft in Mumbai mit einem halben Punkt Vorsprung Erste der U14-Sektion der Mädchen wurde.
Nachdem Kamalidenowa 2021 den Titel Internationaler Meister der Frauen erhalten hatte, schaffte sie 2022 und 2023 auch die Voraussetzungen für den Großmeister-Titel der Frauen. Währenddessen erreichte sie auch Normen für den allgemeinen Titel eines Internationalen Meisters und konnte beim FIDE Grand Swiss 2023 schließlich die dritte Norm erspielen. Da sie die notwendige Elo-Zahl bereits im April 2022 erreicht hatte, konnte die FIDE sie schließlich im April 2024 zur Internationalen Meisterin im Schach ernennen.
Bei den Asienspielen 2022 war Kamalidenowa Teil des kasachischen Frauenteams, das Bronze gewonnen hat. 2021 und 2023 nahm sie mit Kasachstan an den Mannschaftsweltmeisterschaften teil. Für die Schacholympiaden der Frauen wurde sie erstmals zur Schacholympiade 2024 in Budapest nominiert und absolvierte als zweites Brett des kasachischen Teams insgesamt zehn Partien.
Beim Schach-Weltpokal der Frauen 2025 erreichte Kamalidenowa das Achtelfinale, wo sie gegen R. Vaishali ausschied. In den vorherigen Runden konnte sie die deutlich höher gesetzten Alexandra Gorjatschkina – Weltpokalsiegerin von 2023 – und Anna Schuchman schlagen.